# Cautín
Cautín – jedna z dwóch prowincji w chilijskim regionie Araukania. Według spisu z 2017 roku zamieszkana przez 752 100 osób. Powierzchnia wynosi 18 409 km². Stolicą jest Temuco.
Cautín od północy graniczy z prowincjami Arauco i Malleco, od wschodu z Argentyną, od południa z Valdivią, zaś od zachodu ogranicza ją Ocean Spokojny.

## Gminy
Cautín dzieli się na 21 gmin (na 32 w całym regionie):
- Temuco
- Lautaro
- Perquenco
- Vilcún
- Cunco
- Melipeuco
- Curarrehue
- Pucón
- Villarrica
- Freire
- Pitrufquén
- Gorbea
- Loncoche
- Toltén
- Teodoro Schmidt
- Saavedra
- Carahue
- Nueva Imperial
- Galvarino
- Padre Las Casas
- Cholchol

## Turystyka
Cautín jest ważnym regionem turystycznym w Chile. Większość atrakcji koncentruje się wokół jeziora Villarrica oraz znajdującego się w jego pobliżu wulkanu. Głównymi ośrodkami turystycznymi są miasto Villarrica oraz leżący po drugiej stronie jeziora Pucón, będący centrum sportów zimowych.
Na południe od Villarrica znajduje się inne popularne jezioro – Calafquén oraz leżący na jego brzegu kurort Licán Ray. Najbardziej znane plaże nad Oceanem Spokojnym w regionie znajdują się w Saavedra.
W prowincji znajduje się Park Narodowy Huerquehue i duże części Parku Narodowego Villarrica i Parku Narodowego Conguillío. 